# 御教書
御教書（みぎょうしょ、みきょうしょ）とは平安時代後期から室町時代にかけて、三位以上及びそれに准じる地位にある人の家司が主の意思を奉じて発給した古文書の形態。四位以下の公家や守護大名クラスの武士の家司・家僕が主の意思を奉じて発給した同形式の文書は奉書という。

## 概要
形式論的には綸旨・院宣・令旨と同じ形態である。
形式上では私信であるが、身分の高い人物は直接自分では書かず、近臣に書かせるのが通例であるため、通常は家司が書いた。そのため、差出人も家司であるが、必要に応じて主が袖判を加える事もある。
文末に「仰旨如此」、「者依仰執達如件」、「由被仰下候」など、文意が主の意思である事を強調した文言が付けられている。
下文が訴訟の判決、裁許状など効力が永久的になる正式文書であるのに対し、御教書は通達や緊急の命令などであり、文書としての格は劣るものとされた。

## 歴史
現存する最古の御教書は、永久4年（1116年）10月12日に藤原忠実により発給された文書である。摂関家当主の御教書は「殿下御教書」と呼ばれる。
源頼朝は下文・下知状・御教書を発給文書の三本柱として武家様文書の基礎を作った。ただし、文治元年（1185年）4月27日に従二位に昇進する以前は奉書と呼ぶ。頼朝没後も御教書は幕府の公的意思を通達する手段として用いられ、次第に御教書の使用頻度が増え、下文・下知状は衰える。
室町時代にはいると、御教書は下文・下知状を駆逐して幕府が発給する最上格の文書形式となる。しかし、それに伴って現れた私信である直状形式の御内書などが次第に広く用いられるようになり、御教書はやがて使われなくなる。
今谷明は、足利義満が明に「日本国王」に冊封されたことを重視して、以降の義満の御教書を「国王御教書」と呼んでいる。